# Herbert de Winchester
Herbert de Winchester, también Herbert fitzAlberic (c. 1060-1130), fue un noble caballero anglonormando que siguió los pasos de Guillermo el Conquistador, tras la conquista de Inglaterra. Era feudatario del Arzobispo de York, a quien administraba sus posesiones, y Lord chambelán de Guillermo Rufus a quien administraba directamente sus posesiones inglesas. Fue responsable del tesoro de Enrique I de Inglaterra. Es posible que perteneciese al clero, aunque estaba casado.
Herbert probablemente falleció entre 1129 y 1130, cuando el Pipe Roll de 1130 registra que su hijo debía una multa por heredar las tierras de su padre, una multa que ascendía a más de 353 marcos, quizás hasta 500. Sin embargo, no hay registros seguros de Herbert después de 1111. Podría tratarse de la misma persona que «H. el Chambelán», a quien el abad Suger de Saint Denis nombró como autor de un intento de asesinato de Enrique I en 1118, y que fue castigado por el rey por ese motivo. Suger afirmó que el presunto asesino era un chambelán cuyo nombre empezaba por «H», que había sido cercano al rey y había recibido grandes recompensas de este. Suger añadió que el rey solo cegó y castró al hombre, lo cual el abad consideró leve en comparación con la ejecución que merecía. Guillermo de Malmesbury tampoco nombra al asesino, pero relata que tenía la custodia del tesoro real. El historiador C. Warren Hollister fue el primero en identificar a "H." con Herbert, señalando que solo hubo un chambelán durante el reinado de Enrique I cuyo nombre comenzara con "H". El principal argumento en contra de esta identificación radica en que la mayoría de los registros consideran que Herbert permaneció en el cargo hasta cerca de 1129 o 1130. Sin embargo, la evidencia de las cartas fundacionales respalda la herencia de las tierras de Herbert por su hijo antes de 1121.

## Herencia
Se casó con Emma de Blois-Champagne (c. 1080-1127), hija ilegítima de Esteban II de Blois, medio hermana de Esteban de Inglaterra y Enrique de Blois. Fruto de esa relación nació Herbert FitzHerbert, señor de Blaen Llyfni (c. 1090-1155), que sería abuelo de Piers FitzHerbert. También se le imputa la paternidad de Guillermo de York (m. 8 de junio de 1154), arzopispo de York.